# Neubrunn (Turingia)
Neubrunn è un comune di 485 abitanti della Turingia, in Germania.
Appartiene al circondario di Smalcalda-Meiningen ed è amministrato dalla Verwaltungsgemeinschaft Dolmar-Salzbrücke.